# Volet (fenêtre)
 (novembre 2016).
Si vous disposez d'ouvrages ou d'articles de référence ou si vous connaissez des sites web de qualité traitant du thème abordé ici, merci de compléter l'article en donnant les références utiles à sa vérifiabilité et en les liant à la section « Notes et références ».
Pour les articles homonymes, voir volet.

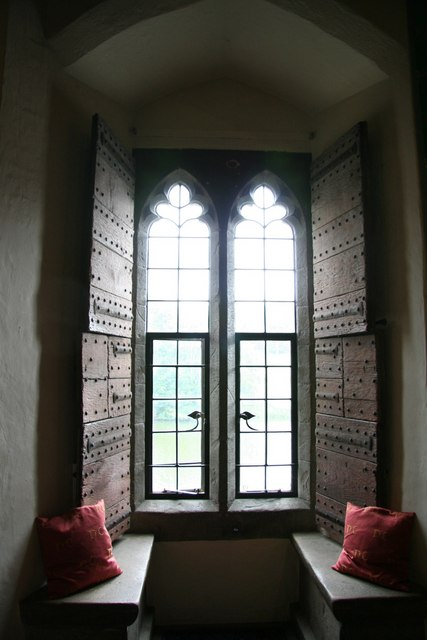
Volets intérieurs du château de Leeds.

Un volet est un dispositif habituellement installé devant une fenêtre (couvre-fenêtre) ou une porte, en intérieur, qui peut être fermé pour protéger l’intérieur de la lumière, des intrusions, des regards extérieurs, du froid ou de la chaleur.
On appelle « contrevents » certains volets extérieurs en bois.
Les volets sont traditionnellement composés d'un panneau de bois plein sans fentes avec des gonds métalliques sur la fenêtre.
Historiquement, ces volets ont pu être[pas clair] des panneaux simplement accrochés par des pitons. Ils furent ensuite articulés avec des charnières et rabattus dans l'embrasure large et profonde faite dans le mur.
Le volet battant fut inventé en 1880 par Mr Pouplier qui imagina un mécanisme permettant d’enrouler et de dérouler un ensemble de lames.

## Galerie

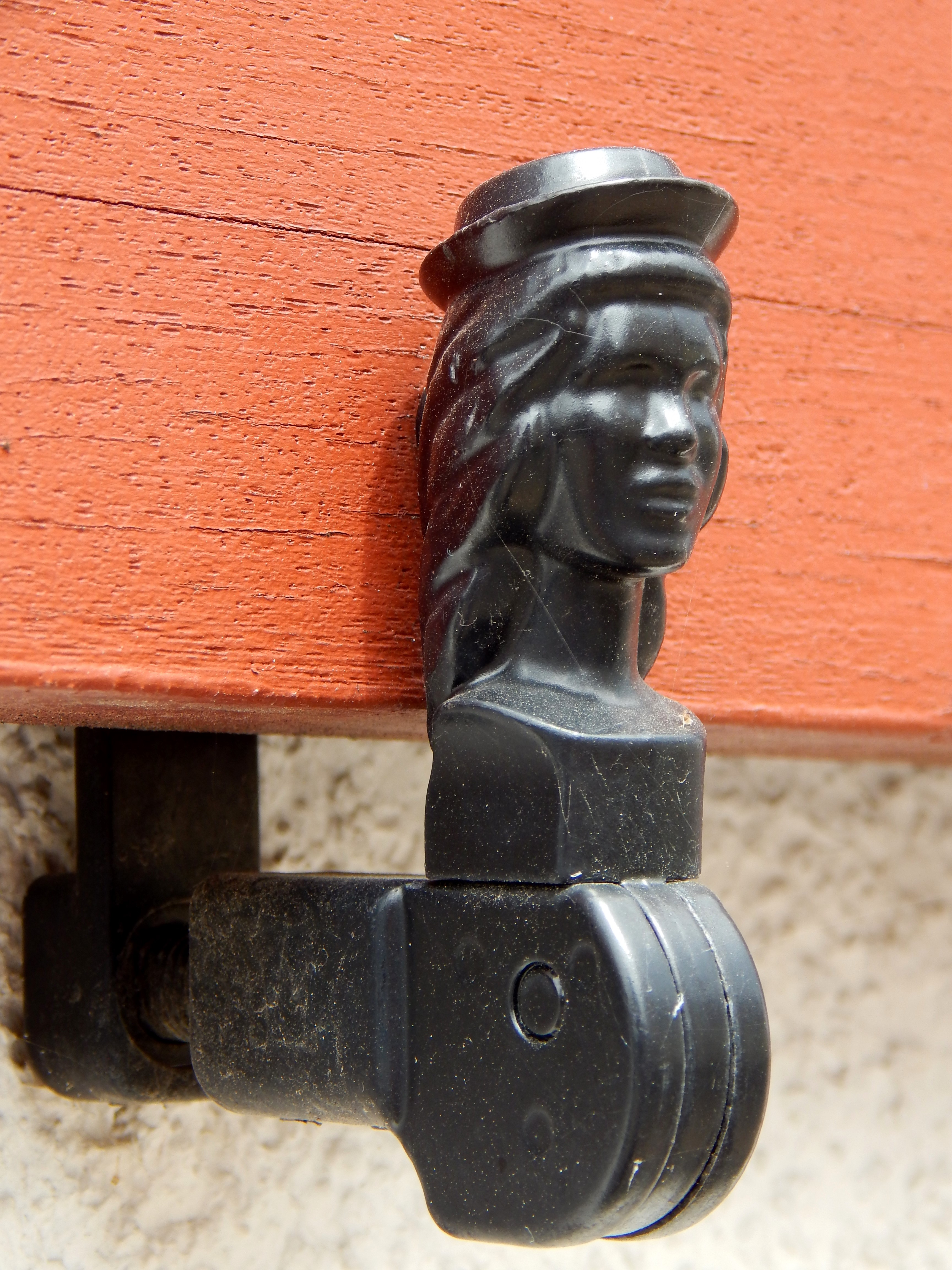
Arrêt de volet à tête de bergère.
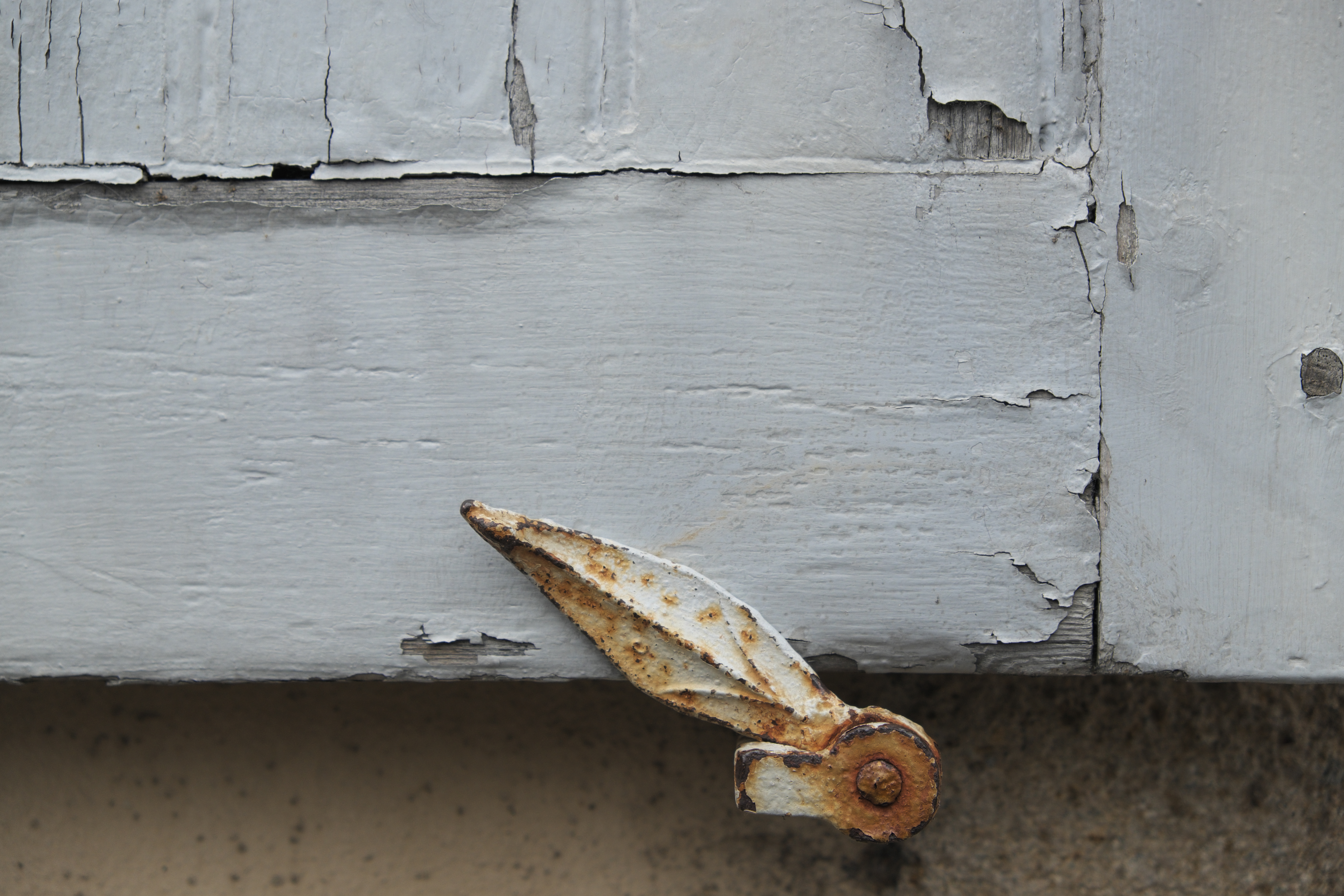
Arrêt de volet marseillais (tourniquet en forme de feuille).
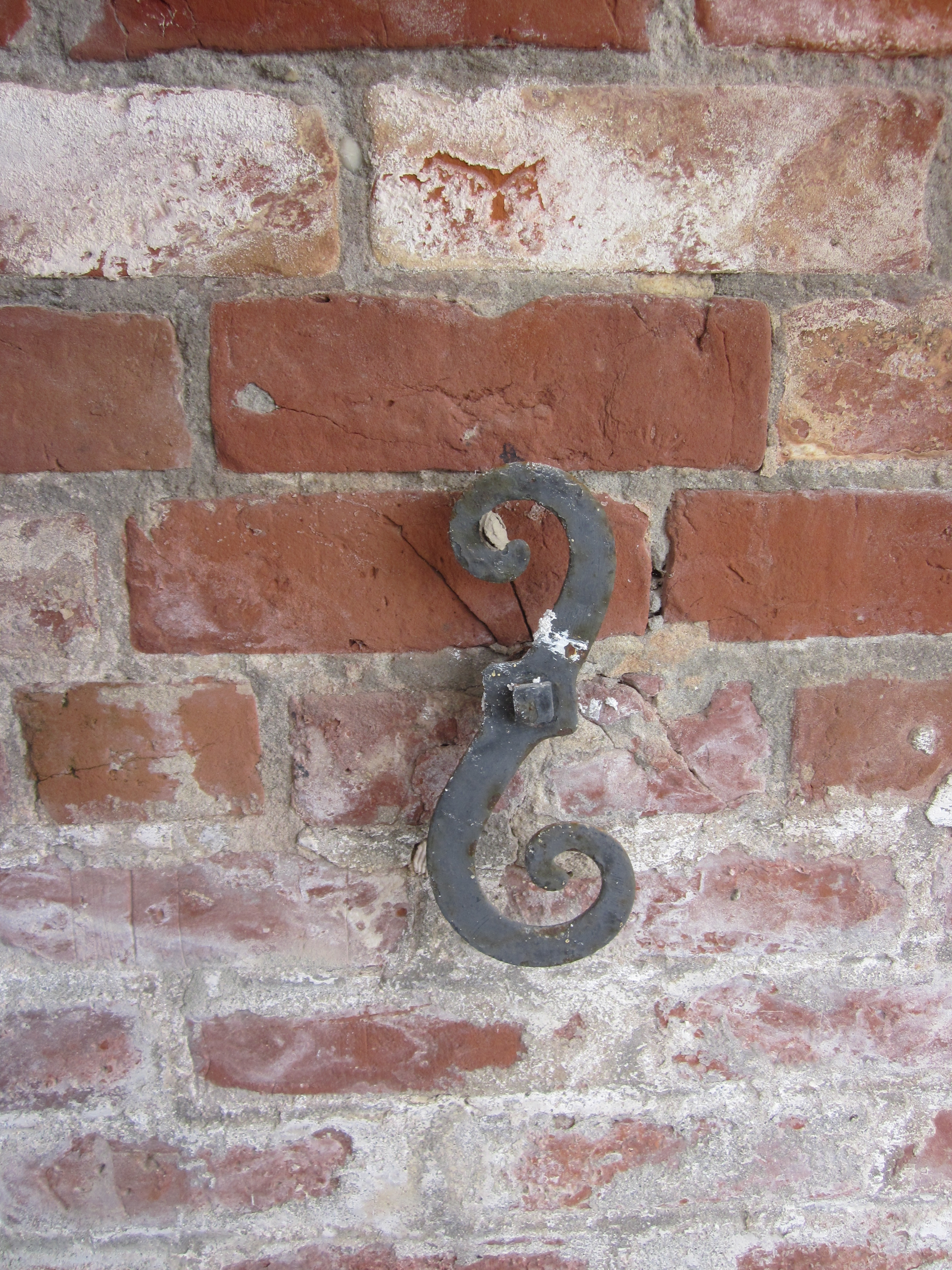
Arrêt à double volute.
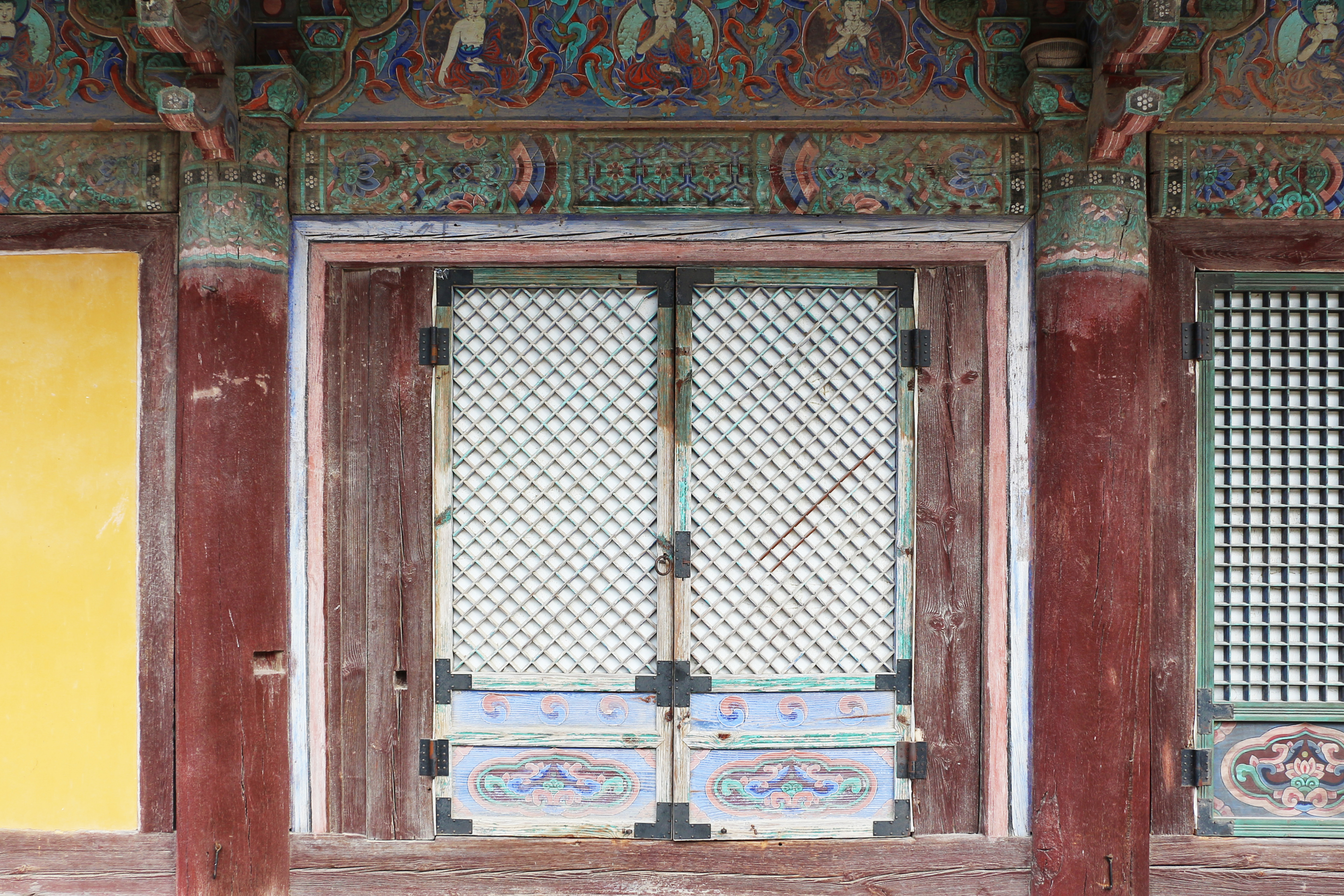
Volets du Gwaneumjeon Hall, temple Tongdosa, Corée du Sud.